# Arzacq-Arraziguet
Die französische Gemeinde Arzacq-Arraziguet befindet sich im Département Pyrénées-Atlantiques in der Region Nouvelle-Aquitaine. Die Gemeinde gehört zum Arrondissement Pau und zum Kanton Artix et Pays de Soubestre (bis 2015 Hauptort des Kantons Arzacq-Arraziguet).
Durch den 1052 Einwohner (Stand 1. Januar 2022) zählenden Ort führt der Fernwanderweg GR 65, welcher weitgehend dem historischen Verlauf des französischen Jakobsweges Via Podiensis folgt.

## Geografie
Arzacq-Arraziguet liegt im Südwesten Frankreichs im nördlichen Pyrenäen-Vorland. Der Ort gehört zum historischen Gebiet des Béarn, welches an das französische Baskenland angrenzt. Die nächste Stadt ist Lescar, welche man in südlicher Richtung über die D40 nach 28 Straßenkilometern erreicht. Sie liegt nur wenige Kilometer vor Pau.
Die nächsten französischen Großstädte sind Toulouse (149 km) im Osten und Bordeaux (145 km) im Norden.
Das Gemeindegebiet wird vom Fluss Louts und dem Bach Arriou nach Norden entwässert. Westlich des Gemeindehauptortes liegt der kleine Stausee Lac d’Arzacq.

### Verkehrsanbindung
Der nächste internationale Flughafen ist der Aéroport de Pau-Pyrénées, der über die Route D40 – D208 nach circa 23 Kilometern erreicht wird. Der nächste Bahnhof befindet sich in Pau und ist an das TGV-Netz der SNCF angeschlossen ist. Dorthin führt auch eine Busverbindung. An das französische Fernstraßennetz ist Arzacq-Arraziguet über die A64 Briscous (am Atlantik, nahe der spanischen Grenze) – Toulouse, sowie die N134 (Bordeaux – Pau) angebunden. Die nächsten Autobahnanschlüsse an die A64 sind Orthez (8) und Pau (10).

## Geschichte
Aus gallo-römischer Zeit gibt es Siedlungsspuren im Gemeindegebiet von Arzacq-Arraziguet. Im 13. Jahrhundert wurde dann um einen Hügel ein Wehrdorf (frz. Bastide) von den Engländern gegründet, die damals die Hoheit über dieses Gebiet besaßen. Das Dorf konnte im 14. Jahrhundert einen Aufschwung verzeichnen. Dies gelang dank seines Marktes, denn es lag an der Kreuzung der Handelswege Aire-sur-l’Adour – Orthez und Saint-Sever – Pau, sowie an einem der Jakobswege nach Santiago de Compostela.
| Einwohner                                                  | 810 | 1.100 | 976 | 1.346 | 1.224 | 1.091 | 906 | 917 | 626 | 807 | 889 | 978 | 1.089 |
| Ab 1962 offizielle Zahlen ohne Einwohner mit Zweitwohnsitz |     |       |     |       |       |       |     |     |     |     |     |     |       |

## Jakobsweg (Via Podiensis)
Der Ort bietet neben einer Pilgerherberge (französisch: Gîte d'étape) Hotels und ein Tourismusbüro sowie einen Campingplatz. Der weitere Weg führt über die Hügelketten des Pyrenäen-Vorlandes. Wiesen, Felder, Weinberge und kleine Wälder an den Hügeln wechseln sich ab. Kurz vor Arthez-de-Béarn zweigt eine Variante vom GR 65 ab und folgt der historischen Salzhandelsstraße, um sich erst in Argagnon am Gave de Pau wieder mit dem Hauptweg zu vereinigen. Der nächste größere Ort ist Arthez-de-Béarn. Die Straßenverbindung dorthin führt über die D946. Am GR 65 gibt es weitere Pilgerherbergen in Uzan, Pomps und Castillon.

## Kultur und Wirtschaft
- Der Ort gruppiert sich im Wesentlichen um zwei Plätze, den Place de la République und den Place du Marcadieu. Die Plätze sind von alten Landhäusern gesäumt, die teilweise auf Arkaden stehen.
- An der Kirche aus dem 19. Jahrhundert gibt es zwei Wegkreuze.
- Etwas außerhalb des Ortes befindet sich ein alter überdachter Waschplatz.
- Das Museum Jambon de Bayonne zeigt die Geschichte der lokalen Schinkenherstellung.

Ein großer Teil der Bevölkerung arbeitet in der Landwirtschaft sowie Pferde- und Viehzucht. Lokale Produkte sind Wein und Mais.

## Städtepartnerschaften
- Schwarzach – Deutschland (Niederbayern) seit 1995
- Luna – Spanien (Provinz Saragossa) seit 2004